# Schloss Grüningen (Schweiz)

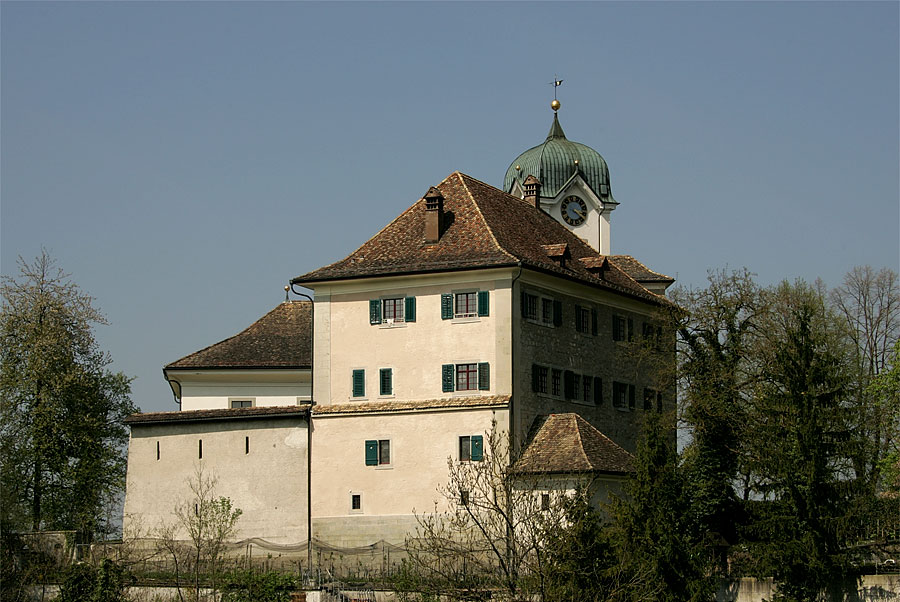
Schloss und Kirche Grüningen

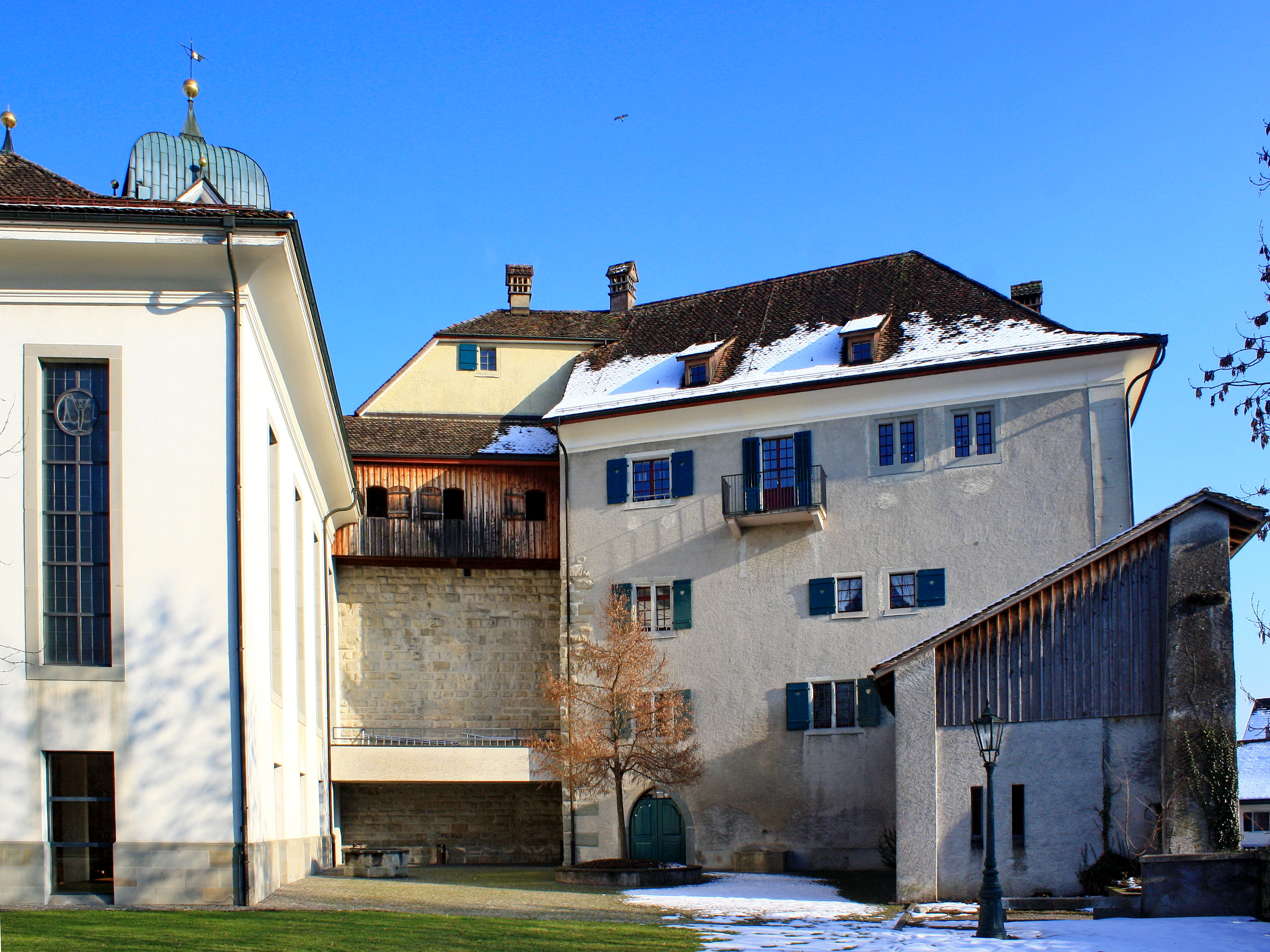
Ansicht vom Schlosshof

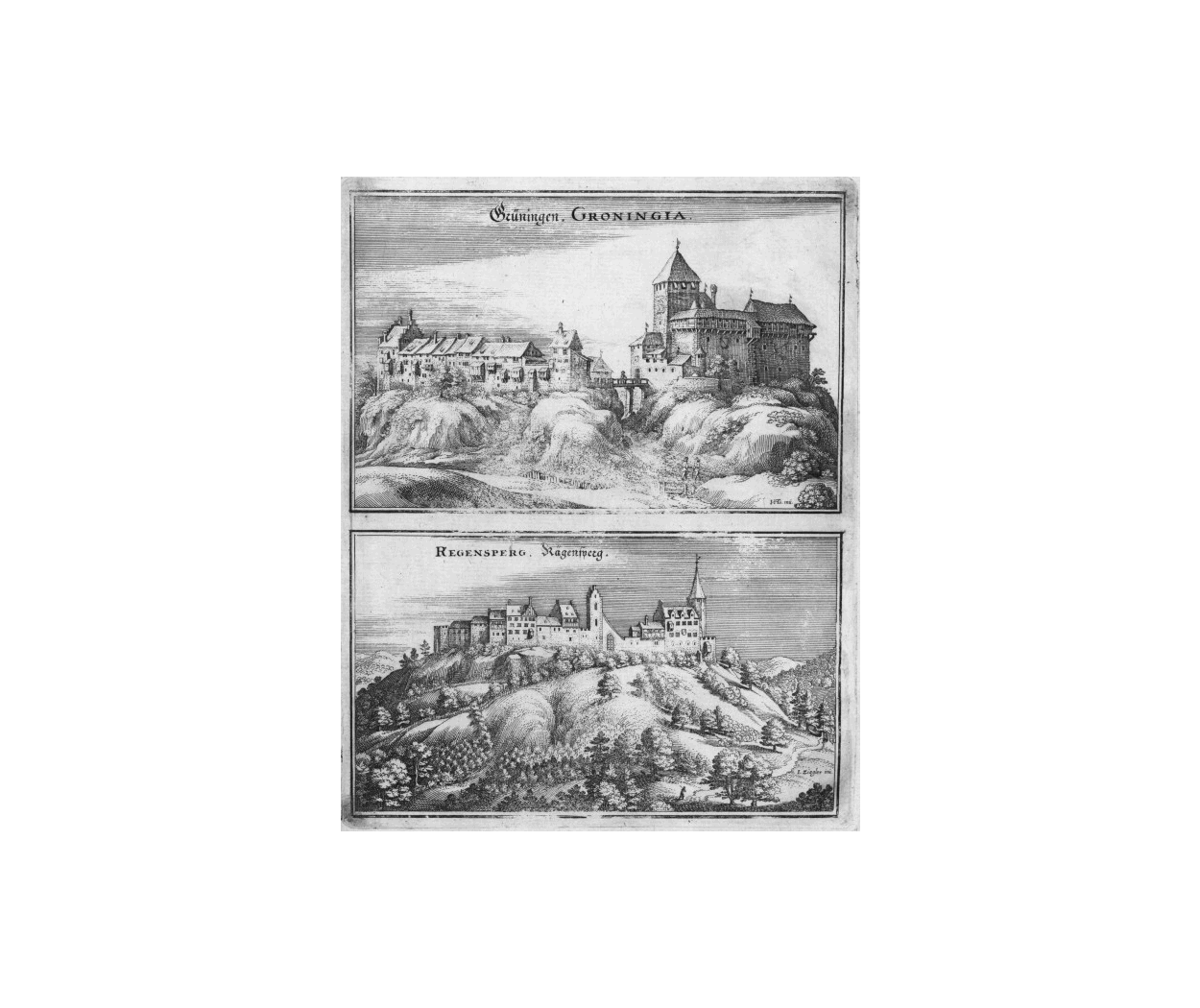
Historische Zeichnung von Matthäus Merian von 1654

Schloss Grüningen ist ein Schloss in der Ortschaft Grüningen im Schweizerischen Kanton Zürich.
Das Schloss wurde vor dem Jahr 1229 als Burg erbaut. Es war zu seiner Frühzeit im Besitz der Freiherren von Regensberg. Zur Zeit der Landvogtei Grüningen war es Sitz der von Zürich eingesetzten Landvögte. Von der ursprünglichen Anlage sind nur noch der Palas und der 1783 auf dessen Höhe abgetragene Bergfried erhalten. Bei einem Brand der Kirche vom 19. auf den 20. Oktober 1970 wurde auch das Schloss in Mitleidenschaft gezogen. Dachstuhl und oberstes Geschoss mussten infolge erneuert werden.
Das Schloss, das zwischenzeitlich auch als Pfarrhaus diente wurde 2015/2016 umfassend renoviert. In den oberen beiden Etagen ist heute ein Tagungszentrum mit Konferenz- und Sitzungszimmern eingerichtet. Im Keller wurde das Schloss-Café eröffnet. Ausserdem beherbergt das Schloss im ersten Stock ein Museum, in welchem diverse mittelalterliche Waffen und Werkzeuge zu sehen sind.
Am Platz der heutigen Reformierten Kirche Grüningen stand seit mindestens 1396 eine Schlosskapelle, die 1610 – dem Jahr ihrer Erhebung zur Pfarrkirche – sowie 1649 erweitert wurde. 1782 wurde diese abgerissen und bis im Folgejahr an ihrer Stelle die heute noch weitgehend in dieser Form bestehende Kirche im frühklassizistischen Stil errichtet. Beim Feuer von 1970 brannte sie bis auf die Aussenmauern nieder und wurde von Mai 1975 bis März 1977 wieder aufgebaut.